# Gilbert Imlay
Gilbert Imlay (9. februar 1754 – 20. november 1828) var officer i den amerikanske uafhængighedskrig og senere eventyrer forretningsmand og forfatter. Han er mest kendt for at have haft et kort forhold til den engelske feminist og forfatter Mary Wollstonecraft, som endte ved fødslen af en datter, Fanny Imlay.